# Hotel Union Prague
Hotel Union je pražský hotel, jenž se nachází na Ostrčilově náměstí v Nuslích, v blízkosti Vyšehradu a Kongresového centra, v Pražské památkové zóně.

## Historie
Počátkem 20. století koupili Anna a Josef Rejzkovi pozemky v nuselském údolí, na kterých vystavěli hotel podle návrhů architekta Jaroslava Benedikta. Hotel byl vystavěn v secesním stylu a otevřen roku 1910. Manželé Rejzkovi před otevřením vlastního hotelu v Nuslích provozovali několik podniků na Žižkově.
Hotel měl původně pouze 8 pokojů a byty ale v roce 1930 se kapacita rozšířila na 54 pokojů. V letech 1928-1930 byl naproti hotelu postaven rondokubizující dům Nusle čp. 789, jehož projektem a realizací byl pověřen architekt a stavitel Ing. František Matějíček. Tato nová budova sloužila původně coby penzion a rozšířila kapacitu hotelu Union o nabídku levnější varianty ubytování svých klientů. V roce 1959 došlo po dlouhotrvajícím vzdoru syna Josefa Rejzka k zestátnění, ale v budově byl hotel ponechán a byl i nadále provozován pod jménem hotel Union.
V červnu roku 1968 zde Ludvík Vaculík sepsal jeden ze závažných dokumentů "Pražského jara" Dva tisíce slov.
V roce 1991 byl hotel vrácen do rukou rodiny Rejzků, konkrétně panu Josefu Rejzkovi – třetímu pokračovateli hoteliérské rodiny. Hotel převzal ve zdevastovaném stavu a čekala ho tak rozsáhlá rekonstrukce. V srpnu 1992 byl pak hotel opět otevřen pro veřejnost. V průběhu dalších let byla prováděna za provozu nová rekonstrukce, při které byl zvýšen počet pokojů na stávajících 57 včetně deluxe pokojů. Čtyřhvězdičkový hotel má kromě deluxe pokojů i apartmá, restauraci a malé spa/welness centrum.